# Paramātman
Paramātman (devanāgarī: परमात्मन्) est un terme sanskrit qui désigne l'« Esprit Suprême » dans le sens de l'identification au principe absolu parabrahman. Il est aussi appelé « Atman absolu », ou « Soi suprême », dans diverses philosophies telles que les écoles de Vedānta et de Yoga en théologie hindoue, ainsi que dans d'autres religions indiennes comme le sikhisme. Paramātman est le “Soi Primordial“ ou le “Soi au-delà“ qui est spirituellement identique à la réalité absolue et ultime. Le désintéressement est l'attribut de Paramātman, où toute personnalité/individualité disparaît.

## Paramātman et Vedānta
Dans le Vedānta, et plus particulièrement l'Advaita Vedānta, paramātman s'oppose au jīvātman identifié aux trois états de veille (Jāgrat), rêve (Svapna) et sommeil profond (Suṣupti) et qui signifie « âme individuelle ».